# Gunnlod (satelit)
Gunnlod (Saturn LXII), cunoscut provizoriu ca S/2004 S 32, este un satelit natural al lui Saturn. Descoperirea sa a fost anunțată de Scott S. Sheppard⁠(d), David C. Jewitt⁠(d) și Jan Kleyna⁠(d) pe 8 octombrie 2019 din observații efectuate între 12 decembrie 2004 și 19 ianuarie 2007.  A primit denumirea permanentă în august 2021. Pe 24 august 2022, a fost numit oficial după Gunnlǫð, un jötunn din mitologia nordică.  Ea este fiica lui Suttungr și a păzit hidromelul poeziei pentru el.  Dar Odin sub forma unui șarpe a obținut acces în camera din Hnitbjorg unde era păstrat hidromelul, a sedus-o pe Gunnlǫð și s-a culcat cu ea timp de trei nopți. În schimb, Gunnlǫð ia permis lui Odin trei băuturi din hidromel, iar apoi a zburat imediat din cavernă sub forma unui vultur.  
Gunnlod are aproximativ 4 kilometri în diametru și orbitează în jurul lui Saturn la o distanță medie de 21,214 Gm în 1153,96 zile, la o înclinare de 159° față de ecliptică, în sens retrograd și cu o excentricitate de 0,251. 